# Puderfläck
Puderfläck (Arthonia cinereopruinosa) är en lavart som beskrevs av Schaer. Puderfläck ingår i släktet Arthonia och familjen Arthoniaceae.  Arten är reproducerande i Sverige. Inga underarter finns listade i Catalogue of Life.